# SGI Indigo2 y Challenge M
El Indigo2 (estilizado como "Indigo2") y Challenge M son estaciones de trabajo Unix diseñadas y comercializadas por SGI desde 1992 hasta 1997. 
El Indigo2, código Fullhouse, es una estación de trabajo de escritorio. El Challenge M es un servidor que se diferencia del Indigo2 solo por una carcasa ligeramente diferente de color y con distintivo, y la ausencia de hardware de gráficos y sonido. Ambos sistemas se basan en los procesadores MIPS, con bus EISA y bus de expansión GIO64 patentado por SGI a través de una tarjeta vertical.   

## Visión general
Las estaciones de trabajo de escritorio Indigo2 tienen dos modelos: el modelo Indigo2 verde azulado y el modelo púrpura IMPACT. Ambos tienen carcasas de aspecto idéntico, excepto el color, y la identificación de la carcasa del modelo secundario. Los tipos de CPU disponibles, la cantidad de RAM y las capacidades gráficas dependen del modelo o la variación del submodelo. Hay una versión especial del verde azulado Indigo2, llamada Power Indigo2, con mayores capacidades de FPU (unidad de punto flotante) y CPU R8000 especialmente diseñadas. El modelo de estación de trabajo IMPACT Indigo2 posterior ofrece más potencia de cálculo y visualización, especialmente debido a la introducción de la CPU RISC serie R10000 y los gráficos IMPACT. 

### Microprocesador
Todos los modelos Indigo2 utilizan una de las cuatro variantes distintas de microprocesadores MIPS: el  R4000 y R4400 a 100 y 250 MHz, y los R4600 de Quantum Effect Devices (placa base IP22); los R8000 a 75 MHz (placa base IP26); y los R10000 a 175 y 195 MHz  (placa base IP28), que se presenta en el último modelo Indigo² producido, el "IMPACT10000". Cada familia de microprocesadores difiere en frecuencia de reloj, capacidad de caché primaria y secundaria. 

### RAM
Todos los modelos SGI Indigo2 tienen 12 ranuras SIMM en la placa base. El Indigo2 utiliza una memoria SIMM DRAM de 72 pines y paridad de 36 bits. Los módulos de memoria se introducen en grupos de cuatro. Debido a limitaciones térmicas, el Indigo2 podría expandirse a 384 MB o 512 MB de RAM como máximo. El diseño de la lógica de control de memoria en máquinas R10000 admite hasta 1 GB de RAM, pero la salida térmica de la generación anterior de chips DRAM requiere el límite de 512 MB. Con los módulos más nuevos, de mayor densidad y menor escala, 768 MB está fácilmente dentro de las especificaciones térmicas. Más tarde, los módulos de 128 MB permiten el total de 1 GB con ocho de los doce zócalos ocupados. 

### Almacenamiento
Todos los modelos Indigo2 pueden acomodar dos unidades de disco SCSI de 3,5" y una unidad de CD-ROM SCSI de 5,25" dentro de las bahías en la parte frontal de la máquina, utilizando las unidades de disco Indigo2 especialmente diseñadas con conectores patentados. Se puede acceder fácilmente a los tres compartimientos para unidades al retirar el bisel frontal del Indigo2. La velocidad interna del bus SCSI del Indigo2 es de aproximadamente 10 megabytes por segundo. Los dispositivos de disco duro usuales utilizados por el fabricante son unidades de disco estrechas o SCSI-1 5200rpm y 7200rpm. Todas las guías de unidad Indigo2 tienen un conector SCSI-1 hembra clásico de 50 pines más un conector de alimentación estándar de 4 pines. Las unidades de disco SCSI U160 y U320 avanzadas también se pueden usar, pero requiere de adaptadores adecuados (80/68 pines a 50 pines SCSI). 

### Red
La serie ofrece conectividad de red de 10/100 Mbps, ya sea a través de tarjetas de expansión EISA o GIO64. Las dos tarjetas de red Indigo2 más conocidas y utilizadas son 3Com 3C597-TX 100Mbit EISA Card y la Phobos G160 GIO64. El segundo ofrece un mejor rendimiento general debido al uso del bus GIO64 superior, que también tiene el efecto de reducir la utilización de la CPU debido a las transferencias DMA. 

### Gráficos
Las opciones gráficas disponibles para el Indigo2 se pueden dividir en dos grupos: las placas "pre-IMPACT" y "MGRAS IMPACT". 
Las opciones "Pre-IMPACT" consisten en las siguientes opciones: SGI XL24, SGI XZ, SGI Elan y SGI Extreme). Estas opciones se basan en la misma arquitectura "Gráficos Express" del SGI Indigo original, pero cuentan con un rendimiento mejorado. 
La familia MGRAS IMPACT (o simplemente "IMPACT") incluye Solid IMPACT, High IMPACT, High IMPACT AA y Maximum IMPACT. Estas placas más nuevas tienen una arquitectura diferente a los diseños anteriores. Físicamente, parecen ser similares a las opciones de gráficos más antiguas; la placa Solid IMPACT de gama baja ocupa una sola ranura GIO64, la gama High IMPACT de gama media ocupa dos ranuras GIO64 y la gama IMPACT máxima de gama alta ocupa tres. Las placas High IMPACT y Solid IMPACT proporcionan el mismo rendimiento para tareas sin textura, mientras que Maximum IMPACT proporciona el doble de rendimiento. La opción AA de alto impacto tiene el rendimiento geométrico de un Maximum IMPACT, pero por lo demás es el mismo que el High IMPACT, incluido el rendimiento de relleno de píxeles. 
Los gráficos IMPACT son el primer sistema de gráficos de escritorio de SGI que ofrece aceleración de mapeo de texturas, aunque solo el High IMPACT alto y el Maximum IMPACT tenían esta capacidad, y viene con 1 MB de memoria de texturas como estándar. La tarjeta Solid IMPACT se llama "Solid" debido a sus aplicaciones para el modelado sólido (sin textura). Cuando se expande agregando un módulo TRAM (Texture RAM) a la placa, la cantidad de memoria de textura se puede aumentar a 4 MB. Los gráficos Maximum IMPACT requieren dos de estos módulos debido a sus dos unidades de píxeles, aunque esto no los actualiza a 8 MB, con los dos módulos simplemente trabajando en paralelo para renderizar el doble de rápido. En el momento de su lanzamiento, Maximum IMPACT graphics era la solución de visualización de escritorio de alta gama disponible más rápida del mundo. Un Maximum IMPACT con 4 MB de memoria de texturas y la configuración de gráficos correcta puede reproducir Quake 1, 2 o 3 de Id Software con velocidades de cuadro aceptables. 
Todas las opciones de gráficos para Indigo2 utilizan el conector estándar 13W3 para conectar un monitor y/o gafas estereoscópicas 3D. 
Es posible tener un Indigo2 de doble cabezal simplemente agregando otra tarjeta Solid IMPACT. Las configuraciones válidas incluyen Solid/Solid, Solid/High, Solid/Maximum. Aunque hay cuatro ranuras GIO64 disponibles y el High IMPACT ocupa dos, no es posible tener una configuración High/High. 
Las tarjetas IMPACT consumen más energía de la que el bus GIO64 puede entregar, por lo que los sistemas listos para IMPACT tienen conectores de energía adicionales en la tarjeta vertical de expansión, con una conexión separada a la fuente de alimentación. Un Indigo2 listo para IMPACT debe tener una tarjeta vertical lista para IMPACT, una fuente de alimentación lista para IMPACT y una revisión PROM suficientemente reciente. El reemplazo del Indigo2, el SGI Octane, ofrece un bus XIO actualizado pero presenta las mismas opciones de gráficos, aunque en forma reempaquetada. 